# Gamergomorphus pallida
Gamergomorphus pallida är en insektsart som beskrevs av Synave 1956. Gamergomorphus pallida ingår i släktet Gamergomorphus och familjen sköldstritar. Inga underarter finns listade i Catalogue of Life.